# Rio do Peixe (vattendrag i Brasilien, Minas Gerais, lat -19,30, long -43,30)
Rio do Peixe är ett vattendrag i Brasilien.   Det ligger i delstaten Minas Gerais, i den sydöstra delen av landet, 600 km sydost om huvudstaden Brasília.
Omgivningen kring do Peixe är huvudsakligen savann. Området är glesbefolkat, med 18 invånare per kvadratkilometer.